# 間知石
間知石（けんちいし、まちいし）は、石垣や土留に用いる土木建築材料で、石材に一定の加工をした規格石材である。

## 概要
短辺が30cm前後の大きさで、6つ横に並べると1間（約180cm）になることから名付けられた。底面（石垣や土留の表に向ける面）は正方形ないし長方形であることが多いが、背後に控え部分を持ち全体的に角錐型となっている。積み方によっては五角形や六角形の部材（矢羽、亀甲）を上下端に使うこともある。

## 素材
コンクリートで作られていることが大半であるが、古い構造物や、近年でも景観などを重視する場所では、花崗岩などの自然石を加工したものもある。

## 積み方
- 水平方向に長辺を並べる布積（ぬのづみ）、矢羽型の間知石を斜めに積む矢羽積（やばねづみ）、六角形の間知石を剣先が水平になるように積む亀甲積（きっこうづみ）などがある[1]。
- 間知石の背後の控え部分には、割石などを詰めて土圧の分散を図るとともに、排水処理として適宜、石の隙間にパイプを配する。
- 目地にモルタルを充填する場合には練積（ねりづみ）、充填しない場合には空積（からづみ）という[1]。日本の高度成長期以前には熟練の石工が多数存在しており、空積が用いられることが多かった。空積でも控え部分の割石の加減次第で練積並の強固に組み上がることがあり、半世紀以上経っても現存するものも多い。